# 8947 Mizutani
A 8947 Mizutani (ideiglenes jelöléssel 1997 CH26) a Naprendszer kisbolygóövében található aszteroida. Kobajasi Takao fedezte fel 1997. február 14-én.